# H.A.A.R.P
H.A.A.R.P je CD/DVD od anglické rockové skupiny Muse, které vyšlo 17. března 2008. Balení obsahuje video a audio záznam ze dvou koncertů skupiny na stadionu Wembley z června 2007. Na DVD je 20 skladeb ze druhého koncertu (ze 17. června 2007), CD obsahuje 14 skladeb z prvního koncertu - ze 16. června 2007.
Baskytarista Christopher Wolstenholme řekl francouzskému hudebnímu časopisu, že DVD bude obsahovat také hodinový dokument o přípravách koncertů na Wembley a o fungování Muse na turné.

## Seznam skladeb

### DVD
1. "Intro"
2. "Knights of Cydonia"
3. "Hysteria"
4. "Supermassive Black Hole"
5. "Map of the Problematique"
6. "Butterflies and Hurricanes"
7. "Hoodoo"
8. "Apocalypse Please"
9. "Hyper Music/Feeling Good"
10. "Invincible"
11. "Starlight"
12. "Improvisation"
13. "Time Is Running Out"
14. "New Born"
15. "Soldier's Poem"
16. "Unintended"
17. "Blackout"
18. "Plug In Baby"
19. "Stockholm Syndrome"
20. "Take a Bow"

### CD
1. "Intro"
2. "Knights of Cydonia"
3. "Hysteria"
4. "Supermassive Black Hole"
5. "Map of the Problematique"
6. "Butterflies and Hurricanes"
7. "Invincible"
8. "Starlight"
9. "Time Is Running Out"
10. "New Born"
11. "Unintended"
12. "Micro Cuts"
13. "Stockholm Syndrome"
14. "Take a Bow"
15. "City of Delusion" (exkluzívně pro předprodej na iTunes) [1]